# Heather Dohollau
Heather Dohollau (née Lloyd à Treherbert, au pays de Galles, le 22 janvier 1925, et morte à Saint-Brieuc le 30 avril 2013) est une poète britannique d'expression française.

## Biographie
Heather Dohollau, nommée ainsi par ses parents en écho à la bruyère qui couvre les collines de son lieu de naissance, passe son enfance dans le Sud du Pays de Galles. Peu après sa naissance à Treherbert, dans la vallée de la Rhondda (vallée minière à l’époque), ses parents vont vivre à Penarth, petite ville de bord de mer au sud de Cardiff. « Enfance secrète de fille unique où les lieux étaient plus réels que les êtres, et où les livres m’étaient aussi nécessaires que la confirmation de mon image dans le miroir ». Elle commence très jeune à lire et à écrire, consciente d’un « possible des mots ».
Contrairement à sa famille maternelle galloisante, elle ne parle que l’anglais, qui reste à l’époque perçu au Pays de Galles dans la moyenne bourgeoisie comme la langue de la culture. Durant les vacances, elle retourne dans la vallée de la Rhondda chez ses grands-parents, et y passe des étés qui inspireront son poème Éloge de l’ennui (Un regard d’ambre). Sa scolarité prend fin à la suite d'un changement dans la situation de son père. Grâce à la bibliothèque publique de Penarth, elle découvre Hölderlin, Rilke et Rimbaud, entre autres.  
Survient la guerre, et le départ de son père (qui travaille pour le ministère de l'Air / Air Ministry) pour Londres. En 1942, à dix-sept ans, Heather Lloyd se rend à Cardiff, malgré les bombardements de la ville (dont un tiers sera détruit au terme du conflit) et de la ligne ferroviaire, pour travailler dans une librairie communiste où elle a accès aux poètes de la Guerre d’Espagne, à proximité du Musée des Beaux-Arts qu’elle fréquente le midi. En juin 1943, son engagement dans la Women’s Land Army la conduit à la ferme de Llyn yr eos, à St Fagans. Le travail est ardu mais dans la revue littéraire Horizon, qui deviendra célèbre, elle découvre la peinture de Morandi, Balthus et David Jones qui la touche profondément. Au printemps 1944, sa mère et elle emménagent dans un appartement à Cardiff et Heather Lloyd devient élève infirmière à l’hôpital psychiatrique de Whitchurch, qui traite les soldats souffrant des traumatismes du front. Dans l’immédiat après-guerre, elle quitte l’hôpital pour s’occuper de sa mère dont la santé décline. Le 23 septembre 1946, Phyllis Lloyd meurt, évènement qui est à l’origine du départ de sa fille pour Paris (en juin 1947) : saut dans l’inconnu qu’elle a qualifié de « suicidaire » (voir La Promesse des mots). 
À Paris, qu’elle choisit comme destination après avoir vu le film Les Enfants du paradis, elle s’inscrit à l’École des Beaux-Arts. C’est le début de deux années de solitude et de deuil, mais de fortes découvertes également :sa rencontre avec l’Existentialisme marque le début d’une pensée de la liberté que nourriront Dostoïevski et Chestov. Elle vit l’exposition rétrospective sur Bonnard de 1947 comme une véritable révélation, et aspire à poursuivre une double carrière de poète et de peintre. Par la suite elle passe deux ans à Londres (1949-1951), où elle travaille dans une banque et loge dans un studio à Hampstead. Ses lectures de Keats, Virginia Woolf et Blake l’accompagnent.  
Au cours d'un bref séjour en Bretagne, sur l'île de Bréhat en juin 1950, elle rencontre son futur mari Yves Dohollau. À la suite de leur mariage en avril 1951, ils s’installent à Bréhat pour y passer presque deux décennies de vie insulaire, puis semi-insulaire dans des conditions modestes, mais dans un lieu qui, de par sa beauté, sa forme fragmentaire offre des rapports avec la peinture qui imprégnera et marquera fortement l’œuvre poétique de Heather Dohollau. L’été, elle s'occupe avec son mari d'une galerie d’art située dans le jardin, et dans une boutique attenante, d’artisanat breton dont des créations de Pierre Toulhoat. De la poterie y est également exposée; celles de Maurice Crignon et des Pierlot de Ratilly, en particulier. C’est à Bréhat qu’elle rencontre le poète Louis Guillaume qui y séjourne régulièrement. Il lui fera découvrir plusieurs écrivains européens. Ce sont des années de renouveau poétique en anglais, qui mettent fin à l’aphasie qu’elle connaissait depuis la perte de sa mère: renaissance poétique qui permet à Heather Dohollau, désormais mère de quatre enfants (Mikaëla, Rozenn, Fanch et Haude), de maintenir un espace de liberté. 
Heather Dohollau et sa famille viennent habiter Saint-Brieuc en janvier 1958, l'année de naissance de leur cinquième enfant (Tanguy), mais continuent de vivre à Bréhat l’été jusqu’à la vente inévitable de la maison (et galerie saisonnière) en 1969 après la naissance de deux autres enfants (Kristen, Tristan). De 1970 à 1989, elle travaille en tant que bibliothécaire à Saint-Brieuc. C’est dans cette ville qu’elle commence à écrire dans sa langue d’adoption, le français (qu’elle appelle daughter tongue, par opposition à mother tongue, la langue maternelle), au contact d’un environnement littéraire plus riche. À son arrivée, elle fait rapidement la connaissance de Louis Guilloux. Il lui fait connaître et rencontrer l'écrivain, philosophe et critique d'art, Jean Grenier, qui avait été le professeur de philosophie d'Albert Camus à Alger. 
Jean Grenier la met en relation avec Albert Camus avec qui elle correspond quelque temps. Par l’entremise de Louis Guilloux et Jean Grenier, elle découvre le philosophe Jules Lequier, qui fait l’objet de son premier livre, écrit en 1967 : le roman La Réponse. Toujours dans les années 1960, grâce à Alain Cuny, elle noue avec Pierre Jean Jouve une amitié littéraire qui durera jusqu'à la mort du poète en 1976. Elle publiera plusieurs essais sur Jouve (1974, 2010). Elle rencontre également Henri Thomas, Yves Bonnefoy, Jean Starobinski, Philippe Jaccottet, Corinna Bille, Maurice Chappaz, Pierre-Alain Tâche, Salah Stétié, Jean-Pierre Abraham, Bernard Noël, Lorand Gaspar et Hervé Carn, entre autres, avec qui elle entretiendra aussi de profondes amitiés. 
En 1974, Heather Dohollau publie des essais critiques sur Segalen et Rilke, dans une prose densément poétique. Quatre ans plus tard, un premier recueil apparaît dans la revue Solaire, sous le titre Seule enfance (1978). Il attire l’attention de son futur éditeur Yves Prié, lui-même poète. Leur rencontre en 1980 est suivie de près par la naissance des éditions Folle Avoine, qui publiera tous les écrits en français de Heather Dohollau qu’elle a souhaité publier. Les années 1970 sont également des années de grands voyages, en particulier vers l’Italie (Venise et la Toscane se retrouvent dans de nombreux recueils), mais aussi en Iran et en Russie. Certains retours en Grande-Bretagne permettent une reprise de l’écriture en anglais. À partir du début des années 1980, Heather Dohollau se rend chaque année à Cerisy-la-Salle pour assister à ses décades littéraires et philosophiques. Elle y fait des rencontres déterminantes, dont celle de Jacques Derrida.  
La perte de sa fille Mikaëla en 1988 marque un jalon important dans ses recueils.
Heather Dohollau a collaboré avec sa fille Haude (1er juin 1956 - 17 août 2005), artiste-tisserande, autour d'une exposition, ainsi qu'avec son fils Tanguy, qui a illustré plusieurs de ses ouvrages. Elle a également publié un livre d'artiste réalisé avec des encres de Geneviève Guétemme, qui a également conçu deux créations (sous forme de cartes et de carnets) en dialogue avec la poésie de Heather Dohollau. L'artiste Chan Ky-Yut a publié un livre d'artiste autour du poème Le dit des couleurs.
Heather Dohollau a été promue Chevalier de la Légion d'honneur en 2000. C'est le poète Lorand Gaspar qui lui remettra cette distinction à la Mairie de Saint-Brieuc. Sa poésie a été traduite en anglais, italien, allemand, polonais, arabe et hongrois. 
Deux colloques internationaux et leurs actes lui ont été consacrés ainsi qu'un remarquable portrait filmé de la poète. S’y ajoutent de nombreux articles internationaux. Des ouvrages présentant son parcours littéraire et poétique sont à paraître.
Elle est décédée le 30 avril 2013.

## Œuvres
- La Venelle des Portes, 1981 (frontispice Tanguy Dohollau) ; réédition en 1996 avec Seule Enfance, publié initialement aux éditions Solaire en 1978.
- La Réponse, 1982 (frontispice Tanguy Dohollau)
- Matière de lumière, 1985 (frontispice Tanguy Dohollau)
- Dans l’ile, 1985, réédition 1988 (frontispice Tanguy Dohollau)
- L'Adret du jour, 1989 (frontispice Tanguy Dohollau), Prix Claude Sernet
- Pages aquarellées, 1989, éditions Folle Avoine
- Les portes d'en bas, 1992 (frontispice Tanguy Dohollau), éditions Folle Avoine
- La Terre âgée, 1996 (frontispice Tanguy Dohollau)
- Les cinq jardins et autres textes, 1996. (essais sur Rilke, Segalen et Trakl)
- Le point de rosée, 1999
- Le dit des couleurs, 2003
- Une suite de matins, 2005
- Un regard d’ambre, 2009  
  - Pour les publications en revue et anthologies jusqu’en 2006, voir L’Évidence lumineuse, Bibliographie, p. 166-167.
- Hommage à Jouve, dans Intégrités et transgressions de Pierre Jean Jouve, sous la direction de Béatrice Bonhomme, Éditions Calliopées, Cahiers Pierre Jean Jouve, 2 (2010), p. 21–28.

### Études critiques
Dans le sillage d’articles pionniers de Michael Bishop (voir Wikipedia, 'Literary scholar") ont eu lieu deux colloques. Les actes des deux colloques internationaux consacrés à Heather Dohollau ont été publiés par Folle Avoine. Le premier colloque s’est surtout consacré à certains écrivains qui mettent en lumière les écrits de Heather Dohollau. Le second aborde certains thèmes saillants de son œuvre elle-même.
- Lignes de vie, actes du colloque autour de l’œuvre poétique de Heather Dohollau. Saint-Brieuc, 16-17 novembre 1996, sous la direction de Ronald Klapka (1998).
- L'Évidence lumineuse, Actes du Colloque de Cerisy, 9-12 juin 2005, sous la direction de Daniel Lançon et Tanguy Dohollau (2006).

## Filmographie
- La promesse des mots, réalisateurs : Florence Mahé et Rolland Savidan, mars 2005, 52 min, RS productions, Plérin, Bretagne. https://www.youtube.com/watch?v=It1Xz6FGwTk&t=89s